# 1944 w nauce

## Nauki przyrodnicze i ścisłe

### Matematyka
- sformułowanie twierdzenia Goodsteina
- udowodnienie twierdzenia Sobczyka

## Nagrody Nobla
- Fizyka – Isidor Isaac Rabi
- Chemia – Otto Hahn
- Medycyna – Joseph Erlanger, Herbert Spencer Gasser